# Lappi
Pour les articles homonymes, voir Lappi (homonymie).
Lappi est une ancienne municipalité du sud-ouest de la Finlande, dans la région du Satakunta.
Elle a fusionné avec la ville de Rauma le 1er janvier 2009
Lappi signifie également « Laponie » en finnois. C'est pourquoi le nom de la commune a longtemps été officiellement Lappi Tl (Turun ja Porin Lääni, l'ancienne province jusqu'en 1997). Elle est souvent surnommée aujourd'hui Rauman Lappi, Lappi de Rauma, du nom de sa proche voisine.
Les 18 villages se répartissent dans un paysage largement plat, ponctué de petits eskers émergeant péniblement d'une vingtaine de mètres au-dessus de l'immensité verte de la forêt.

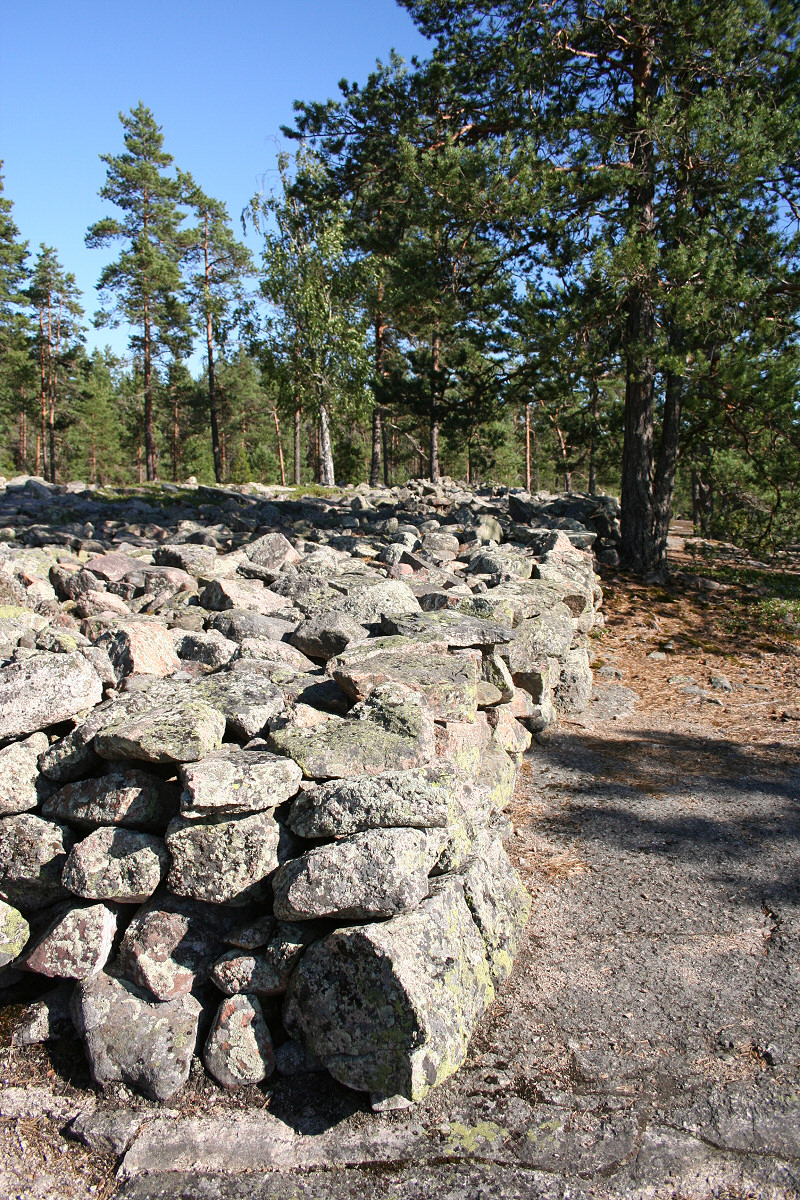
Site funéraire de Sammallahdenmäki.

La commune compte un des sites archéologiques les plus connus de Finlande, classé au patrimoine mondial de l'UNESCO depuis 1999 : le site funéraire de l'âge du bronze de Sammallahdenmäki. On y trouve également une petite église en bois de 1760.